# Klon Heldreicha
Klon Heldreicha, jawor bałkański (Acer heldreichii Orph.ex Boiss.) – gatunek drzewa z rodziny mydleńcowatych (Sapindaceae). W obrębie rodzaju sklasyfikowany do sekcji Acer i serii Acer. Występuje naturalnie w górskich lasach na Półwyspie Bałkańskim. W Polsce można go spotkać w arboretum w Rogowie i Kórniku.

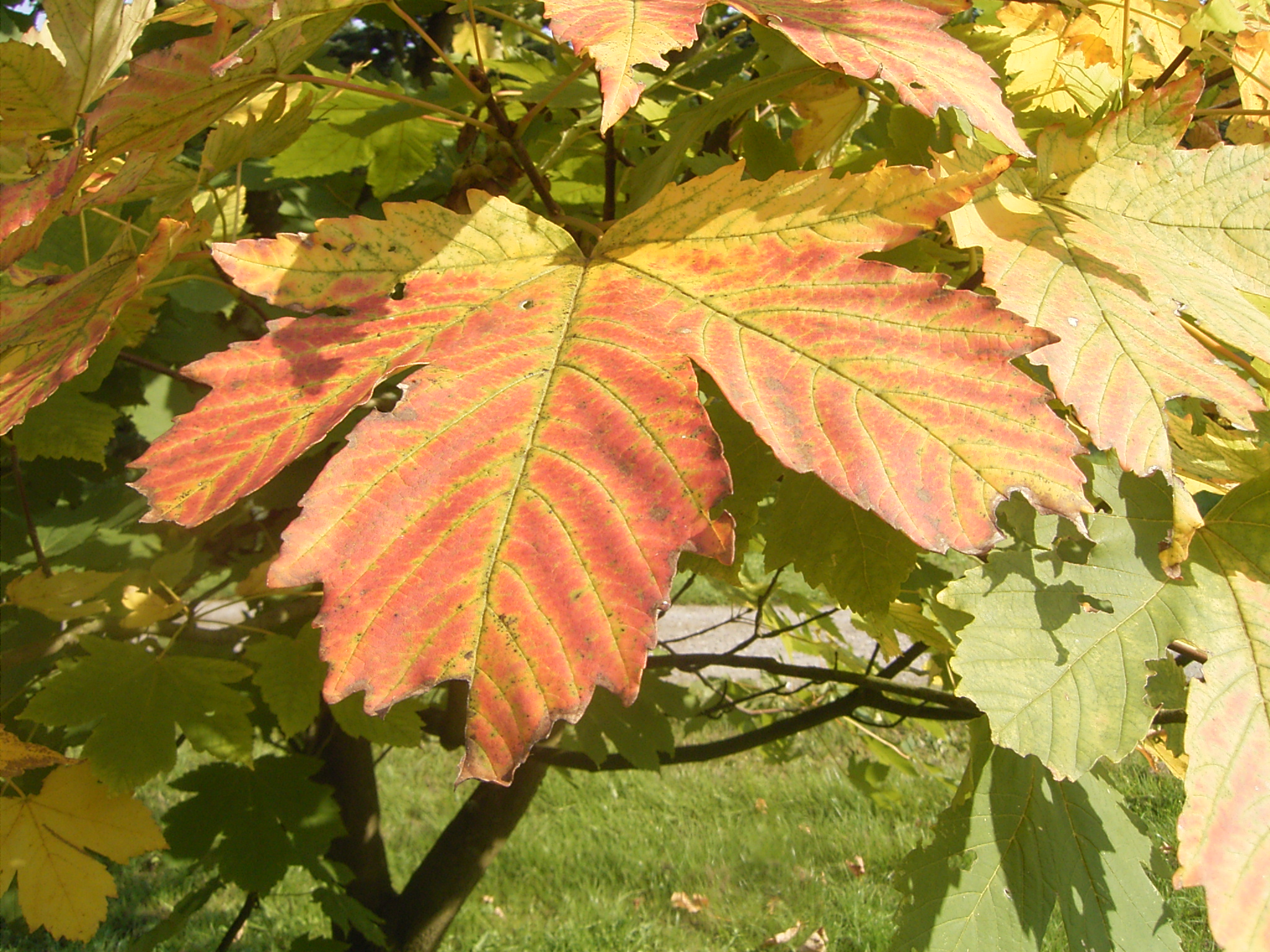
Klon Heldreicha

## Morfologia
PędDrzewo dorasta do 15 m wysokości.
LiścieLiście są pięcioklapowe. Są głęboko klapowane i często porozcinane niemal do nasady. Środkowy listek ma od 8 d0 12 cm. Liście są ciemnozielone, gładkie i błyszczące z wierzchu. Od spodu mają żółtawozieloną barwę.
KwiatyKwiaty mają żółty kolor i znajdują się w wyprostowanych kwiatostanach.
OwoceOrzeszki z łukowato wygiętymi skrzydełkami. Mają 4–5 cm długości.